# Вале Пантано (Рим)
Вале Пантано је насеље у Италији у округу Рим, региону Лацио.
Према процени из 2011. у насељу је живело 64 становника. Насеље се налази на надморској висини од 753 м.